# Церковь Ла-Пьета
Церковь Ла Пьета́, изначально Санта-Мария-делла-Пьета́ (итал. Santa Maria della Pietá) — церковь в Венеции, в районе Кастелло.
Название произошло от итальянского pieta — «милосердие» (в изобразительном искусстве так называли сцену оплакивания Христа Богоматерью), так как церковь была построена при приюте милосердия (итал. Ospizio della Pietá), созданном в XIV веке для воспитания больных сирот.

## История
Нынешняя церковь была построена в 1745—1760 годах на месте более ранней церкви, рядом с сиротским приютом и больницей Оспедале-делла-Пьета. Проект был разработан Джорджо Массари, фасад церкви долгое время оставался незавершенным: мраморная облицовка поднималась лишь на треть колонн. Только в 1906 году фасад был завершен, но без первоначально запланированных трех статуй на крыше. Над входом церкви находится большой барельеф, изображающий Благотворительность (1800) работы Марсили.
Интерьер храма имеет овальную форму. Потолки расписаны фресками Тьеполо, изображающими Силу, Мир и Триумф Веры с ангелами-музыкантами по бокам, а пресвитерий расписан изображениями Добродетелями (1745—1755). Тьеполо в росписях помогал Якопо Гуарана, ученик Себастьяно Риччи, — Якопо первоначально создал эскизы фресок.
Церковь знаменита тем, что здесь выступал известный по всей Италии хор воспитанниц сиротского дома для девочек «Оспедале делла Пьета», в котором в начале XVIII века служил композитор Антонио Вивальди. Именно поэтому очень часто Ла Пьета называют церковью Вивальди.
Церковь обладает прекрасной акустикой. В наши дни музыка Вивальди продолжает раздаваться в концертном зале, который расположен в стенах церкви.